# 郭元振
郭元振（656年—713年），名震，字元振，本太原阳曲人，祖父任相州汤阴令，定居当地，因此成为魏州貴鄉（今河北大名北）人，唐朝將領、宰相。

## 武则天时期
郭元振十六岁进太学，与薛稷、赵彦昭同学，十八歲中进士，任梓州通泉（今属四川省射洪县）县尉，他任侠使气，造过假钱，掠夺别人财物，用于交结四方朋友，唐代传奇小说集《玄怪录》中，有一篇《郭代公》，讲述郭元振少年时期解救民间少女，杀死猪妖乌将军的故事。武则天听闻后，召他见面，交谈至夜，对他甚是奇异。他上呈所作的《古剑歌》，武则天很是欣赏，令人誊写数十份，赐给学士李峤、阎朝隐等人。授郭元振为右武卫胄曹参军、右控鹤内供奉，不久迁任奉宸监丞。曾与陈子昂交往。万岁通天元年（696年）九月吐蕃请求和亲，郭元振被派出使吐蕃。他献计离间吐蕃君臣关系，大将论钦陵被杀，钦陵弟赞婆及兄子莽布支归降武周，郭元振与河源军大使夫蒙令卿领兵接应。吐蕃大将麹莽布支率兵入寇，被凉州都督唐休璟击败，郭元振因参预其谋，以功拜主客郎中。
《古剑歌》：
君不见昆吾铁冶飞炎烟，红光紫气俱赫然。
良工煅炼凡几日，铸得宝剑名龙泉。
龙泉颜色如霜雪，良工咨嗟叹奇绝。
琉璃玉匣吐莲花，错镂金环生明月。
正逢天下无风尘，幸且用防君子身。
精光黯黯青蛇色，文章片片绿龟鳞。
非直结交游侠子，亦曾亲近英雄人。
那知中路遭弃捐，零落漂沦古狱边。
虽则沈埋无所用，犹能夜夜气冲天。
長安元年（701年），吐蕃与突厥联盟，围攻凉州，刺史出城战死，武则天在洛阳接到奏报后，任命郭元振为涼州都督、隴右諸軍州大使，调集关中兵马五万人，号二十万，赶赴河西，吐蕃闻讯后退兵。郭元振到达凉州后，收合馀众，缮修城墙，又在南境修筑和戎城，北界沙漠中置白亭军，控制要路，拓展州境一千五百里，使外族难以再侵犯凉州城下，又令甘州刺史李汉通屯田，改善水陆之利。数年之间，凉州粮价由原来的一斛数千文，降到一匹绢可买粟数十斛，囤积的军粮可支持数十年。元振身材伟壮，治邊有方，在凉州五年，“夷夏畏慕，令行禁止，牛羊被野，路不拾遗”。河西陇右的十几处军民给他立生祠，立碑颂德，

## 唐中宗时期
唐中宗即位后，郭元振被召回京师长安，他在长安没有府第，只好寄居在友人家中。一日突然有一人骑马送来一个状子，元振还未打开时人就走了，状子上记载物品若干，却未署名。他在树下找到骡马二十馀匹，帛三千匹。郭元振疑是太学请葬之士，于是拿着这批财物买了宅第。
郭元振觐见中宗后，改任左骁卫将军，兼检校安西大都护。当时西突厥突骑施部落强盛，首领乌质勒请求与唐朝通好，郭元振率麾下数十骑前往其牙帐讨论军事。当时下着大雪，郭元振站在帐前，与乌质勒从早谈到天暗。雪深风冻，郭元振身体强壮，雪深尺馀，竟一步不移坚持讨论，乌质勒却年老体弱，受不住风雪，当夜回帐不久就死了。其子娑葛认为郭元振故意谋杀其父，召集兵马追杀。郭元振一行当夜听到乌质勒死讯，副使御史中丞解琬劝元振连夜逃走，元振道：“吾以诚信待人，何所疑惧，且深在寇庭，遁将安适？”第二天一早就身穿白衣素服回突骑施部落去吊丧，半路上遇到准备报仇的娑葛兵马，将他层层包围，娑葛素闻元振威名，报仇理由又不充份，改口称是为了护卫汉使。元振来到突骑施牙帐后，大声痛哭，逗留了数十日，帮忙主持葬礼，感动了娑葛，复与元振和好，献马三千匹，牛羊十馀万，移居千里，西域商路得以安定无事，诸蕃归降者十馀国。当时人皆传诵：「郭元振诡杀乌质勒。」中宗下制以元振为金山道行军大总管。
阿史那阙啜（汉名忠节）与娑葛两部互相攻占，阙啜兵弱不支，元振奏请追阙啜入朝宿卫，移其部落入于瓜、沙等州安置，阙啜行至播仙城，与经略使、右威卫将军周以悌相遇，周以悌作为宗楚客一党，挑拨道：“你轻身入朝，手下无兵，只能被视作一老胡，谁会正眼看你？非但官职难得，只怕性命也会难保。今宰相有宗楚客、纪处讷，都是掌权之人，你何不重金贿赂，请留不行。再请朝廷派安西兵马和吐蕃一起攻打娑葛，立阿史那献为可汗以招西突厥十姓，让郭虔瓘去拔汗那征集兵甲马匹以助军用。既得报雠，又得保存自己的部落。不比入朝受制于人好？”阙啜认为有理，便率兵攻陷于阗坎城，掠夺金银财物人口，用来贿赂宗、纪二人，中书令宗楚客受到贿赂后，推翻了阙啜入朝的命令。元振上书申请，宗楚客有韦皇后支持，派遣摄御史中丞冯嘉宾持节安抚阙啜，御史吕守素处置四镇，持玺书想要杀害元振。又任命牛师奖为安西副都护，在甘、凉已西募兵，兼征召吐蕃兵马，以讨伐娑葛。娑葛在唐朝的进马使娑腊得知宗楚客的计划，马上回去通报娑葛，娑葛立即发兵五千骑出安西，五千骑出拨换，五千骑出焉耆，五千骑出疏勒。时元振在疏勒，于河口栅不敢异动。阙啜在计舒河口等候冯嘉宾，娑葛兵马掩杀而至，生擒阙啜，杀死冯嘉宾等唐朝使者。吕守素至僻城，也被杀害，又杀牛师奖于火烧城，攻陷安西都护府，四镇路绝。
宗楚客见大事不妙，奏请周以悌代替元振为安西都护，召回元振，想要让他替罪，元振不从，奏请斩楚客，清蕃落。楚客怒，奏言元振有异图。元振派其子郭鸿间道上奏其状，真相大白，周以悌获罪流放白州（治今广西博白）。元振复任安西都护。赦免娑葛之罪，册为十四姓可汗。因韦后、宗楚客一党掌权，奏称西土未宁，需要安抚，逗遛不敢归京师。
郭元振在安西十馀年，四镇宁静。唐睿宗即位后被召回长安任太仆卿时，安西各族百姓号哭数百里，请求他留下，元振不得已哄骗安抚后才上路，到玉门关时，离凉州还有八百里，河西诸州百姓蕃部落，听闻元振来了，贫困者拿着水壶，富者设供帐迎接，联绵七百里不绝。他的仪仗旌节下玉门关时，百姓望见，大声呼喊，从早到晚，一直传到凉州。凉州城中男女在街道上载歌载舞，并歌舞出城，咸言我父至矣，城门通夜不关。凉州都督司马逸客听后，立即列兵出迎，等通讯兵来报，知才入玉门关。

## 唐睿宗、唐玄宗时期
景龙四年（710年）夏六月，临淄王李隆基率兵诛杀韦后一党，唐睿宗即位，征拜元振为太仆卿。
景雲二年（711年），郭元振至京师长安，拜同中书门下三品，加银青光禄大夫，任兵部尚書，封馆陶县男，不久代宋璟任吏部尚書，知选举。时元振之父郭善爱年老在乡，被拜为济州刺史，仍听致仕。同年冬，与韦安石、张说等俱罢相。
先天元年（712年），後突厥默啜可汗大举寇边，郭元振拜刑部尚书，充朔方道行军大总管，筑丰安、定远等城，以抵御突厥。
先天二年（713年），加金紫光禄大夫，复任兵部尚书，同中书门下三品（拜相），秋七月，太子李隆基率羽林军诛杀太平公主一党，睿宗登承天门察看，诸宰相中只郭元振一人陪同睿宗左右，玄宗即位后，元振宿卫中书省十四日，独知政事，被进封为代國公，食实封四百户。又兼御史大夫、天下行军大元帅。
十月癸卯（11月5日）,玄宗於驪山講武，大閱軍操，徵兵至一百万，号三百万，由郭元振指挥。当天三令（三令五申）之後，玄宗要亲自击鼓，郭元振怕有大变，省略对玄宗行礼。玄宗大怒，引坐纛下，幾乎宣敕處斬，經劉幽求、張說等人說情，乃斬給事中、知禮儀事唐紹，流放元振于新州（今廣東新興），同年十二月改元开元，元振復起用為饒州（今江西波阳）司馬，元振自恃功勋，怏怏不得志，病逝途中，时年五十八。著有《郭元振集》二十二卷。开元十年，追赠太子少保。

## 家庭
纳左武卫大将军薛永冲之女为姬。生有四子：
- 郭晟
- 郭鴻
- 左驍衛將軍郭鵬，郭鵬有子郭瑊，兵部員外郎。
- 代州司戶參軍郭仲翔。

## 评介
郭元振少年时负气纵横，及为封疆大吏时，“言行忠正，居取俭约，”公务之暇，手不释卷，虽子弟家人，未尝见其喜怒。前後上事切谏得失十数道，俱焚其藁草（草稿），不以语人，故朝廷莫知也。睿宗曾经说：「元振正直齐於宋璟，政理逾於姚崇，其英谋宏亮过之矣。」在宣阳里居住达二十馀年，不至诸院马厩。每次下朝回家，对父母二亲言笑，归室俨如也，不问家事。与狄仁杰、朱敬则、魏元忠、李峤、韦安石、赵彦昭、韦嗣立、薛稷、张说等为忘言之友。他事父母以孝顺闻名，去世后父母犹在世。《旧唐书》赞郭元振：“伟哉郭侯，勋德煌煌。”

## 延伸阅读
[在维基数据编辑]
 在维基文库阅读此作者作品
 《舊唐書·卷97》，出自刘昫《舊唐書》
 《新唐書/卷122》，出自《新唐書》